# Kwestia ceny (opowiadanie)
Kwestia ceny – opowiadanie z gatunku fantasy napisane przez Andrzeja Sapkowskiego. Należy ono do serii opowiadań o wiedźminie Geralcie z Rivii.
Kwestia ceny publikowana była w czasopismach i dziełach zbiorowych takich jak: „Nowa Fantastyka” 9/1990, Wiedźmin (Reporter, 1990), Ostatnie życzenie (superNowa, 1993), Opowieści o wiedźminie tom 1 (Świat Książki, 2002).

## Bohaterowie
W opowiadaniu występują:
- Geralt z Rivii – wiedźmin z cechu wilka,
- Calanthe – królowa Cintry, zwana „Lwicą z Cintry”,
- Pavetta – księżniczka Cintry, córka królowej Calanthe,
- Duny z Erlenwaldu – książę, ukochany księżniczki Pavetty, zwany „Jeżem”; ciąży nad nim okrutna klątwa,
- Eist ze Skellige – jarl Skelige, ukochany Calanthe, opiekun Cracha,
- Crach an Craite – książę ze Skelige, zalotnik do ręki Pavetty,
- Myszowór – druid.

## Fabuła
Geralt zostaje zaproszony na dwór królowej Calanthe, władczyni Cintry. Musi się przebrać za pewnego rycerza. Podczas uczty siedzi obok samej królowej. Ma ona dla Geralta ważne zadanie. Nie wyjawia mu jednak na razie, na czym ono polega, jest jednak pewna, że Geralt je wykona, gdyż według niej wykonanie każdego zadania to tylko „kwestia ceny”.
Tymczasem przyjęcie trwa dalej. Na uczcie jest wielu kandydatów do ręki księżniczki Cintry, Pavetty. Podczas uczty pojawia się jednak tajemniczy rycerz, Jeż z Erlenwaldu. Zgodnie ze swym ślubem nie zdejmuje on hełmu, dopóki nie wybije północ. Oznajmia, że Pavetta należy się jemu, zgodnie z prawem niespodzianki. Przed laty uratował bowiem życie jej ojcu, który zagubił się na polowaniu. Ten obiecał dać mu coś, co już ma, a czego się nie spodziewa. Była to właśnie Pavetta.
Słowa te urażają jarla Skellige, Cracha an Craite i wielu innych rycerzy. Po stronie Jeża stają jedynie opiekun Cracha, Eist, a także druid Myszowór i Geralt. Druid przypomina, że prawa niespodzianki nie należy łamać. Calanthe daje znać wiedźminowi, że to Jeża ma właśnie zabić, on jednak odmawia wykonania zadania. Wybija północ. Jeż zdejmuje hełm i ujawnia swą twarz, twarz jeża. Północ tak naprawdę jeszcze nie nadeszła – to podstęp Calanthe, by wszyscy zobaczyli czym jest adorator jej córki. Jeż oświadcza, że nie chce korony, tylko Pavettę, a Pavetta oznajmia, że chce z nim odejść. Wściekły Crach rzuca się na Jeża i rani go. Wówczas Geralt ogłusza Cracha i w obronie Jeża zabija trzech strażników. Pavetta wydaje z siebie krzyk, który powala na ziemię wszystkich ludzi. W ten sposób uwalnia się z niej moc, gen Lary. Nie mając doświadczenia, traci nad nią kontrolę, co grozi katastrofą, zniszczeniem sali i zabiciem uczestniczących w przyjęciu. Geralt i Myszowór przerywają jej kontakt z magią, oszałamiając druidzkim zaklęciem, połączonym z wiedźmińskim Znakiem Aard. Wybija prawdziwa północ. Jeż (a naprawdę Duny) odzyskuje ludzką twarz. Calanthe natomiast oddaje mu Pavettę.
Duny wyjaśnia, że został zaklęty przez czarnoksiężnika, któremu naraził się jego ojciec. Od północy do świtu ma ludzką twarz, a w pozostałe godziny twarz jeża. Tylko prawo niespodzianki mogło zdjąć z niego czar. Wstaje ranek, a Duny ma normalną twarz. Calanthe zdjęła z niego klątwę swoją zgodą. Wyjaśnia się, że Pavetta może korzystać ze swojej mocy, ponieważ straciła dziewictwo (z Dunym). Eist (ukochany Calanthe, który osłonił ją przed mocą Pavetty) oświadcza się królowej i zostaje przyjęty. Gdy Duny chce nagrodzić Geralta, ten żąda od niego prawa niespodzianki. Okazuje się bowiem, że Pavetta jest w ciąży.

## Ekranizacja
Na podstawie opowiadania powstał scenariusz 6. odcinka serialu Marka Brodzkiego Wiedźmin. Geralta zagrał Michał Żebrowski, Calanthe zagrała Ewa Wiśniewska, Pavettę zagrała Agata Buzek, Duny’ego zagrał Dariusz Jakubowski, a Cracha an Craite zagrał Michał Milowicz.